# A la sombra de las muchachas en flor
A la sombra de las muchachas en flor (en francés, À l'ombre des jeunes filles en fleurs) es una novela de Marcel Proust, la segunda del ciclo de  siete que componen En busca del tiempo perdido (À la recherche du temps perdu). Se publicó en 1918.
El libro se centra en los primeros amores del protagonista y aparece Balbec, un balneario imaginario, inventado por Proust basado en Cabourg. Allí el protagonista conoce al grupo de mujeres jóvenes que le dan título al volumen.  Entre ellas destacan Albertine y Andrée.
Albertine, tendrá mucha importancia en entregas posteriores.

## Argumento

### Primera parte
El narrador conoce al Sr. de Norpois, influyente amigo de su padre que le incentiva la carrera literaria pero que al mismo tiempo le critica su estilo de escritura. Gracias a su intervención, logra convencer a su familia de que lo dejen ir al teatro a ver a su amada Berma. 

### Segunda parte
En un comienzo, el narrador se siente ajeno en el Hotel de Balbec y sólo comparte con su abuela, pero su suerte cambia cuando gracias a ésta conocen a la marquesa de Villaparisi. Gracias a ella son presentados a una serie de personajes, como el apuesto y elegante sobrino de la Marquesa, Roberto Saint-Loup, que resulta ser un intelectual de izquierda y se hace mejor amigo del narrador. También comparte con Bloch y su familia. Bloch es un antiguo amigo judío del colegio de Combray, caracterizado por una extraña mezcla de vulgaridad y alta cultura. Más adelante conoce también al excéntrico y aristocrático Barón de Charlus, pariente de Saint-Loup y la Marquesa. El relato toma un giro cuando ve por primera vez a las cinco muchachas como pájaros caminando por la playa, y queda obsesionado con conocerlas. Para ello le será útil un pintor que conoce junto a Roberto en Rivebelle; se trata de Elstir, que resulta ser el amigo artista de los Verdurin de quien nos enteramos en “Un amor de Swann": el Sr. Biche. En una fiesta organizada por Elstir es presentado a Albertina, a través de quien conoce al resto de las muchachas de la cuadrilla. Rápidamente es aceptado en el grupo y comienza a pasar gozosamente con ellas sus días en Balbec. En un comienzo se enamora de todas por igual, y nos las describe minuciosamente, especialmente a Albertina y a Andrea, hasta que finalmente su amor recae exclusivamente sobre Albertina, a quien, desde entonces, procura conquistar. Hacia el final de la novela intenta besarla pero ésta lo rechaza, decisión que deja al narrador muy confundido. Finalmente, al acabarse la temporada las muchachas comienzan a regresar a París, y al parecer ellos harán lo mismo.